# Pietro Carnesecchi
Pietro Carnesecchi, detto anche Pietro Medici dei Carnesecchi (Firenze, 24 dicembre 1508 – Roma, 1º ottobre 1567), è stato un umanista e funzionario italiano.

## Biografia

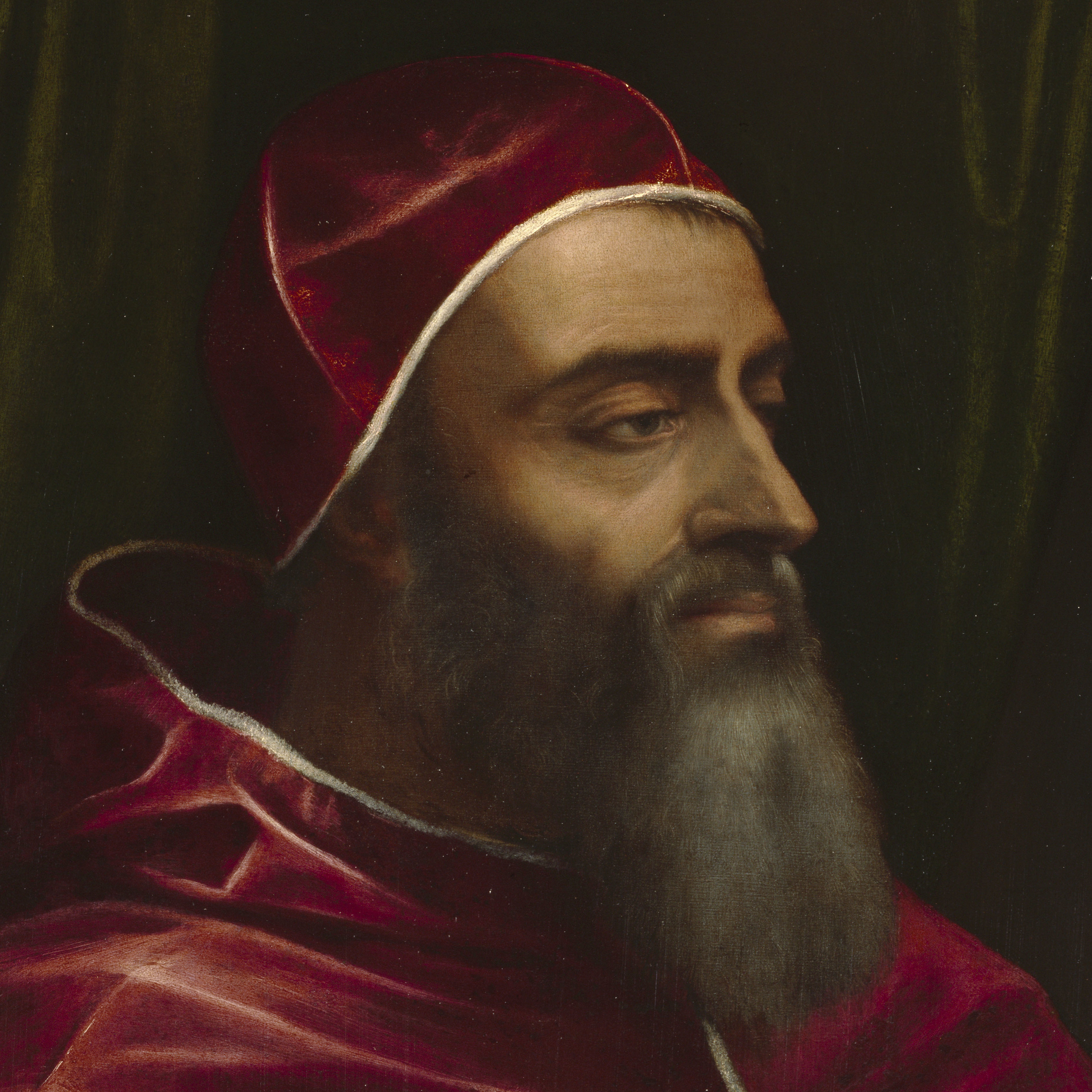
Clemente VII ritratto dal Sebastiano del Piombo

Nacque a Firenze da Andrea di Paolo di Simone Carnesecchi ricco mercante fiorentino e da Ginevra Tani. Possedeva capacità diplomatiche sviluppatissime, era avveduto e accorto e sapeva facilmente discernere il lato debole di un discorso o di un avvenimento; di lui i contemporanei tracciano ogni genere di lode e la maggior parte sono sincere perché Pietro era di carattere molto amabile avendo il dono di piacere alle persone. Per tutte queste qualità della mente e della persona non era sorprendente che entrasse nelle grazie e nel favore di Clemente VII. Il Papa era un Medici, famiglia che era sempre stata in intime relazioni con i Carnesecchi.
Ponendo sempre maggior attenzione al Carnesecchi, Clemente VII non cessava di proteggerlo e di beneficarlo in tutte le maniere. Chiamò Pietro alla sua corte e dandogli l'ufficio di Notaro, conferendogli poi poco alla volta i titoli di famigliare, di continuo commensale, di segretario del numero dei partecipanti. Egli infine lo fece protonotario della Curia, e per designare quell'intima relazione che confina con la parentela, il 16 dicembre 1533, gli concesse il privilegio, davvero molto ambito, di aggiungere al suo nome anche quello di Medici, da quel momento si venne a chiamare Pietro Medici dei Carnesecchi.
Nel 1533 il Papa gli diede un canonicato fiorentino, l'ufficio di governatore di Tivoli e di castellano di quella fortezza, l'abbazia di San Piero a Eboli nella diocesi di Salerno e l'abbazia di Santa Maria di Gavello nella diocesi di Adria.
In ultimo il Papa lo fece suo primo segretario, facendogli balenare anche la speranza di un cappello cardinalizio nel caso il nipote Ippolito non avesse voluto saperne di continuare la carriera ecclesiastica.
Bernardino Pio, ambasciatore di Mantova a Roma, così riferì: 
L'ufficio di segretario era uno dei più difficili da sbrigarsi e portava con sé una serie di importanti e delicate occupazioni. A vedere che il Carnesecchi prendeva una parte così grande nel maneggio degli affari, il popolo credeva che fosse lui e non il Papa a mandare avanti tutto il meccanismo politico e a dirigere la barca dello Stato.

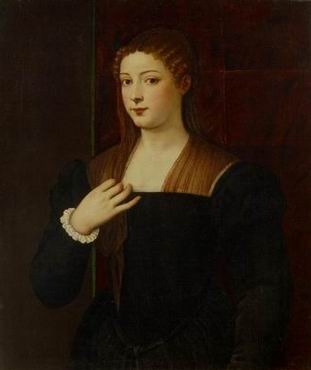
Giulia Gonzaga, ritratta da Tiziano

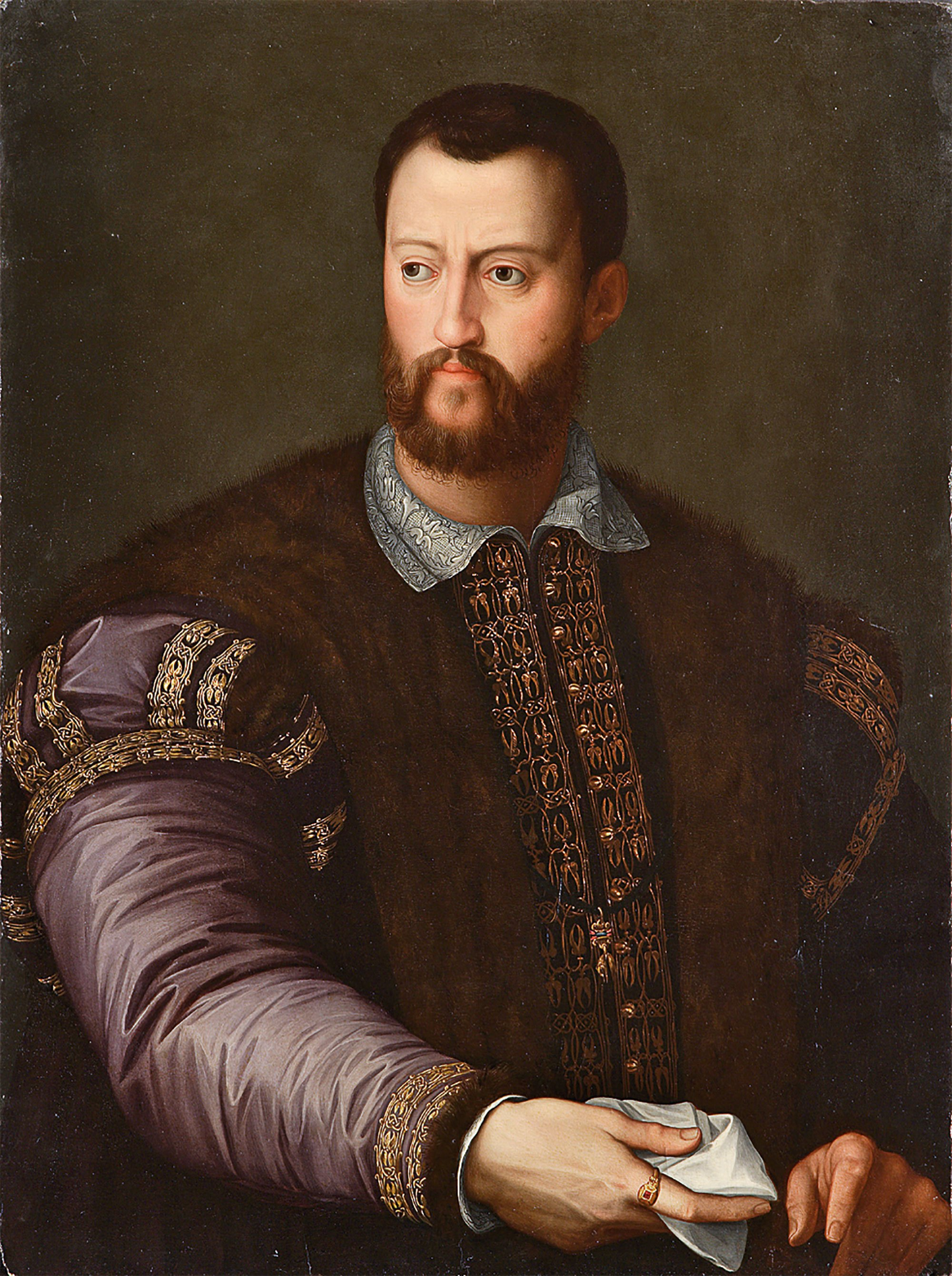
Cosimo I de' Medici, primo granduca di Toscana

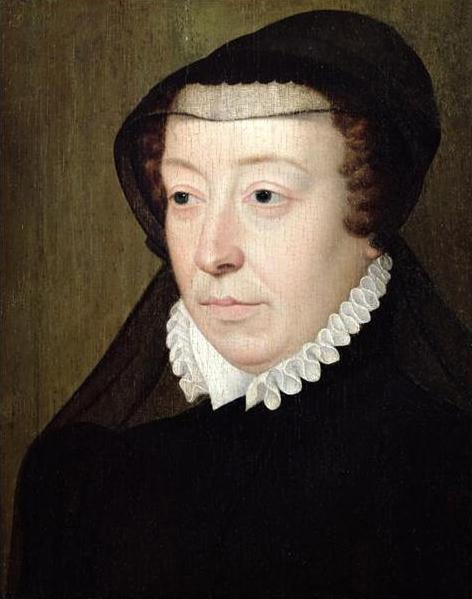
Ritratto di Caterina de' Medici

La morte di Clemente VII gli tolse tutto il potere; nel frattempo, però, egli aveva maturato idee e coltivato amicizie che gli impedivano di rimpiangere il passato e che lo spinsero su una nuova strada; da questo momento si comincia ad intuire la sua intenzione di modificare dall'interno il sistema ecclesiastico dei suoi tempi.
Era un uomo abituato all'intrigo dalla lunga milizia sotto Clemente: non agiva mai troppo scopertamente e non si esponeva mai più del dovuto, ma continuava a tessere una fitta ragnatela di contatti; nel 1536 nella sua casa paterna di Firenze, dove si era ritirato, si ebbe una straordinaria riunione di alcuni dei più vivaci protagonisti della storia religiosa del Cinquecento: Ochino, G.P. Carafa, Caterina Cybo, Pole, Giberti, Priuli.
Delle sue azioni atte a favorire la parte eretica poco rimane, l'inquisizione era potente e lui non era sprovveduto da lasciar traccia delle sue azioni, (a tradirlo saranno le sue lettere conservate da Giulia Gonzaga, trovate dopo la morte di lei, che gli inquisitori useranno per farlo cadere in contraddizione nonostante la sua capacità dialettica).
Fu lungamente alla corte di Francia presso Caterina de' Medici e a Venezia, e non cessò mai di tener contatto e prestare aiuto agli eretici. Processato più volte, riuscì sempre a cavarsela in virtù dei suoi appoggi e della sua abile dialettica.
Soggiornando a Firenze sotto la protezione di Cosimo I de' Medici si riteneva completamente al sicuro dall'inquisizione, ma Cosimo I, messo con le spalle al muro dal papa Pio V, fu costretto a consegnarlo a tradimento (si disse persino che il Carnesecchi al momento dell'arresto stesse cenando col duca stesso) nelle mani dell'inquisizione, pur tentando poi di aiutarlo nel successivo processo.
Torturato più volte, non coinvolse gli amici e morì con grandissima dignità, decapitato a Roma il 1º ottobre 1567.
Del Carnesecchi, esistono due ritratti: uno eseguito dal noto pittore Sebastiano del Piombo nel 1530 (o 1532), attualmente esposto alla Pinacoteca di Parma e uno del Puligo (Domenico Ubaldini) alla Galleria degli Uffizi a Firenze.
Pietro Carnesecchi è commemorato, dagli Evangelici, come martire il 2 ottobre.
L'importanza di Pietro Carnesecchi è da mettere in relazione alla sua poderosa opera di diffusione delle nuove idee. Alla capacità di creare instancabilmente nuovi contatti ed intrecci. Alla ineguagliabile tenacia della sua azione di proselitismo.

### La sentenza di morte
Il testo, tratto da Oddone Ortolani, Pietro Carnesecchi
((Roma, 16 agosto 1567))

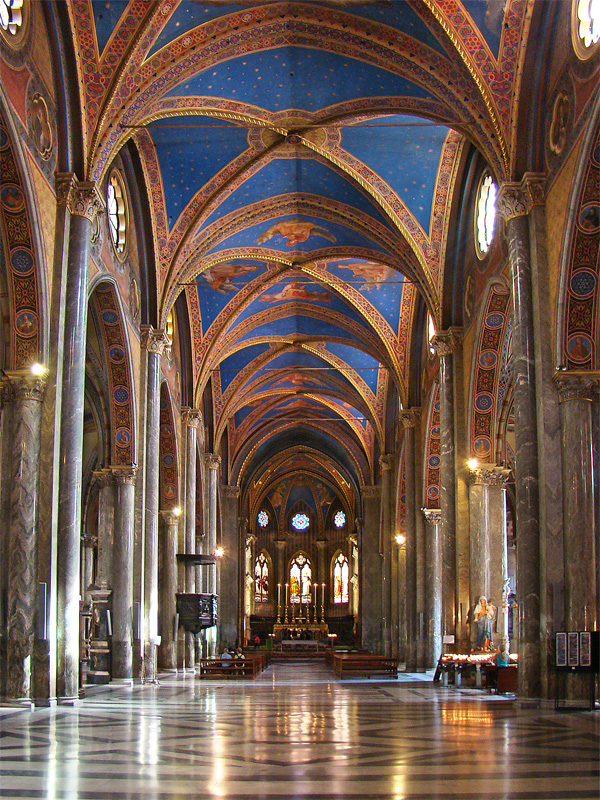
Interno di Santa Maria sopra Minerva

La pubblicazione della sentenza avvenne nel corso di un solenne autodafé svoltosi nella chiesa di Santa Maria sopra Minerva in Roma al quale Pio V volle dare particolare importanza appunto per la funzione d'esempio che la condanna dell'alto prelato doveva assumere presso i componenti della Curia. A tutti i cardinali di stanza a Roma venne imposto di parteciparvi.

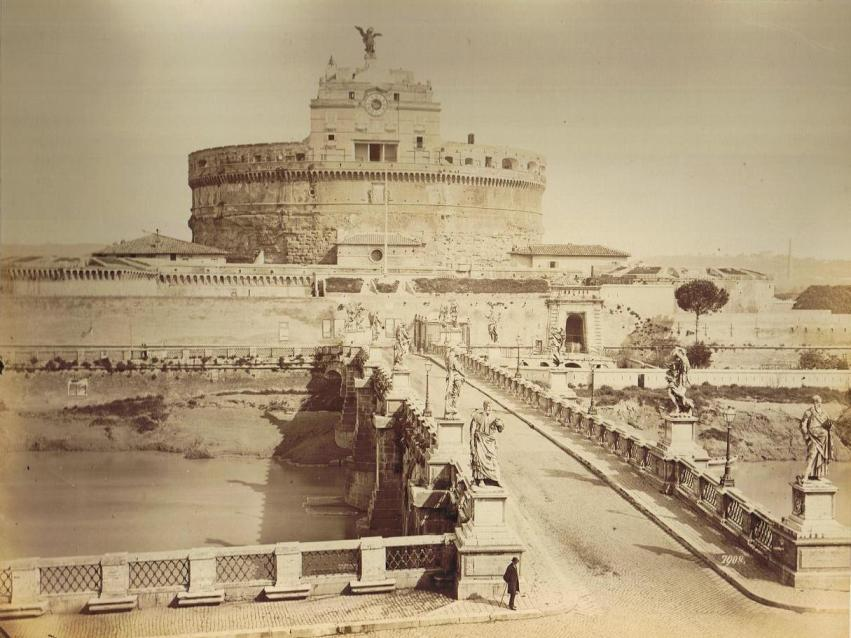
Castello e Ponte S. Angelo: foto Alinari del 1878

Come eretico impenitente, fu condannato alla degradazione, alla perdita di tutti i benefici ecclesiastici e alla consegna al Governatore di Roma (braccio secolare) per l'applicazione "del debito castigo" (che nella fattispecie era la pena di morte) con la solita formula intesa "a moderare la sentenza nostra intorno alla sua persona senza pericolo di morte ed effusione di sangue".
Il 1º ottobre 1567 (in questi casi la decapitazione doveva precedere il rogo) lasciò il carcere di Tor di Nona con un altro condannato a morte per eresia, il francescano Giulio Maresio, e salì al patibolo. Il taglio della testa, notano gli agenti di Cosimo I che assistettero all'evento, avvenne senza problemi nella piazzetta antistante il ponte Sant'Angelo. Qualche problema ci fu per l'azione del rogo a causa della pioggia.
Al momento di lasciare il carcere, Carnesecchi non pronunciò parole di circostanza né lasciò ricordi personali; soltanto quando fu sul punto di muoversi verso il luogo dell'esecuzione, scorgendo che la minaccia di pioggia era cessata, per il tempo che gli restava da vivere si tolse il ferraiolo per donarlo ai confortatori. Apparve allora elegantissimo, come se si recasse a una gran festa con indosso un vestito «tutto attillato con la camicia bianca, con un par di guanti nuovi e una pezzuola bianca in mano». Fra i presenti si rinnovò l'ammirazione che al cronista dell'autodafé della Minerva aveva fatto esclamare «pulcherrimus erat aspectu et magnum nobilitatis signum ostendebat».
Due anni dopo, Cosimo I riceveva il premio del suo tradimento, ottenendo il titolo ambito di granduca grazie ad una bolla pontificia emessa dallo stesso Pio V in cui, fra l'altro, si dichiarava che per suo merito, virtù e prudenza la provincia della Toscana era, tra tutte le altre, la più libera dalla perniciosa tabe delle pestifere eresie.

## Cronologia della vita di Pietro Carnesecchi
- 1508 Nasce a Firenze il 24 dicembre
- 1518 Scholarus et clericus presso il seguito del cardinale Bibbiena insieme ai figli del suo fratello uterino Antonio Dovizi: Marcantonio e Vittorio
- 1524 entra al servizio di Giulio de' Medici eletto papa il 18 novembre 1523 col nome di Clemente VII
- 1527 sacco di Roma
- 1529 presenzia all'investitura cardinalizia di Ippolito de' Medici
- 1529 presenzia all'incoronazione di Carlo V in Bologna
- 1530 ottiene da Clemente VII la grazia per Filippo Del Migliore condannato al confino dalla reazione medicea a Firenze
- 1532 conosce il Vergerio nunzio in Germania da cui negli anni a venire sarà relazionato dei fatti in Germania
- 1533 è nominato da Clemente VII segretario pontificio al posto di Giovanni Salviati; trionfa la politica di avvicinamento alla Francia.
- 1533 matrimonio di Caterina de' Medici nipote di Clemente VII con Enrico di Orleans
- 1533 16 dicembre breve di Clemente VII in cui gli concede il canonicato della metropolitana fiorentina
- 1534 frequenta a Roma Vittore Soranzo, Pietro Gelido, Giovan Tommaso Sanfelice, Juan de Valdés
- 1534 segue la predicazione di fra Bernardino Ochino a Roma
- 1534 muore Clemente VII viene eletto papa Paolo III Farnese, antimediceo, Carnesecchi è destituito dall'incarico di segretario
- 1535 conosce la poetessa Vittoria Colonna
- 1535 conosce nel castello di Fondi Giulia Gonzaga Lei ha 25 anni, lui 27: tra i due s'instaura una fortissima amicizia spirituale
- 1536 segue Giulia Gonzaga a Napoli che l'introduce nella nobiltà napoletana e dove ritrova Juan de Valdés e ne segue l'insegnamento
- 1536 incontro a Napoli con Carlo V, reduce dall'impresa di Tunisi,
- 1536-1539 si ritira nella casa paterna a Firenze
- 1536 nella sua casa paterna di Firenze dove si era ritirato si ebbe una straordinaria riunione di alcuni dei più vivaci protagonisti della storia religiosa del cinquecento: Ochino, G.P. Carafa, Caterina Cybo, Pole, Giberti, Priuli
- 1536-1539 diventa familiare del duca Cosimo I
- 1538 incontra Vittoria Colonna alle terme di Bagni di Lucca
- 1539 torna a Napoli e incontra Giulia Gonzaga, rimane a Napoli circa un anno e aderisce al valdesianesimo
- 1540 conosce e diventa amico del Marcantonio Flaminio
- 1541 torna a Firenze: viaggiano con lui, il Flaminio, il Rullo, il Villamarina. Sostano presso il cardinale di Mantova Ercole Gonzaga
- 1541 il Flaminio risiede per 6 mesi presso il Carnesecchi ed hanno contatto col Vermigli, l'Ochino e con Caterina Cybo
- 1541 legge Calvino
- 1541 su invito del Pole, il Carnesecchi ed il Flaminio lo raggiungono a Viterbo dove trovano anche il Soranzo, il Priuli, il Merenda, il Rullo, Bartolomeo Stella e altri
- 1541 Vittoria Colonna è a Viterbo ed invita Giulia Gonzaga a raggiungerla, ma Giulia non accetta
- 1541 Carnesecchi, Flaminio, Soranzo, Priuli studiano Martin Lutero
- 1542 è a Venezia
- 1546 Paolo III intima a Carnesecchi di presentarsi a Roma per rispondere dell'accusa di eresia
- 1546 si muovono a suo favore il Pole, Cosimo I, il cardinale Farnese
- 1546 è a Napoli presso Giulia Gonzaga
- 1547 è a Bagnorea invitato da il Pole e dal Flaminio
- 1547 muore Vittoria Colonna
- 1547 è a Fontainebleau accolto cordialmente da Caterina De' Medici
- 1547 Caterina de' Medici da un incarico di prestigio al Carnesecchi, per 5 anni il Carnesecchi segue la corte francese
- 1549 muore Paolo III, il Pole rifiuta la nomina per acclamazione, viene eletto Papa Giulio III
- 1549 i cardinali francesi denunciano il Carnesecchi come eretico al re di Francia senza risultato
- 1547 -1552 influenza del Carnesecchi su Margherita di Valois
- 1547 - 1552 è in rapporto a Parigi con il tipografo Roberto Stefano, d'idee calviniste
- 1547 - 1552 gravemente ammalato fa un atto di rinunzia a favore del cardinale Morone: è la prima notizia che si ha della loro intimità che doveva già essere molto forte
- 1552 rinuncia alla sua carica presso il re di Francia e si stabilisce a Lione
- 1552 ha intensi contatti con i mondi della riforma
- 1553 torna a Venezia
- 1553 Giulia Gonzaga finisce nel mirino dell'inquisizione
- 1555 muore Giulio III e sale al pontificato Papa Paolo IV Carafa: azione forte contro gli eretici: sono accusati il Pole e il Morrone
- 1557 secondo processo a Carnesecchi si muove in suo favore Cosimo I e Giulia fa muovere in suo favore Ferrante I Gonzaga
- 1558 muore il Pole
- 1559 viene condannato a morte in contumacia 24 marzo
- 1559 muore Paolo IV Carafa il 19 agosto
- 1559 viene eletto pontefice Pio IV Medici
- 1560 muore Alvise Priuli
- 1561 Pio IV proclama solennemente che il Carnesecchi era stato sempre innocente e catholico
- 1561 è a Napoli con la Gonzaga
- 1561 il Gelido e il Brancuti fuggono da Venezia e si rifugiano a Ginevra
- 1562 settembre abbandona Napoli e va a Roma
- 1563 a Roma tenta di pubblicare le opere del Pole
- 1564 è a Venezia
- 1565 muore Pio IV sale al pontificato Pio V Ghisleri
- 1565 Carnesecchi si rifugia a Firenze sotto la protezione di Cosimo I
- 1566 16 aprile muore Giulia Gonzaga tutto l'epistolario col Carnesecchi cade in mano all'inquisizione. La posizione del Carnesecchi è irrimediabile
- 1566 Cosimo I consegna il Carnesecchi all'inquisizione
- 1566-1567 il processo durante il quale il Carnesecchi viene torturato
- 1567 dopo un lunghissimo processo il 16 agosto la condanna a morte. La lettura della sentenza durò oltre 2 ore
- 1567 la condanna venne eseguita il 1º ottobre mediante decapitazione, quindi il corpo venne arso